# Septopatella septata
Septopatella septata är en svampart som först beskrevs av Jaap, och fick sitt nu gällande namn av Franz Petrak 1925. Septopatella septata ingår i släktet Septopatella, divisionen sporsäcksvampar och riket svampar.   Inga underarter finns listade i Catalogue of Life.